# Scoiattoli di Cortina
Gli Scoiattoli di Cortina sono un gruppo di arrampicatori non professionisti (non necessariamente guide alpine, quindi) con sede a Cortina d'Ampezzo (BL).

## Storia
Il gruppo venne fondato il 1º luglio 1939 da dieci giovani ampezzani che avevano in comune la passione per la montagna e per le arrampicate sportive, i fondatori furono Albino Alverà (Boni), Silvio Alverà (Boricio), Luigi Ghedina (Bibi), Romano Apollonio (Nano), Angelo Bernardi (Alo), Ettore Costantini (Vecio), Siro Dandrea (Cajuto), Giuseppe Ghedina (Tomasc), Bortolo Pompanin (Bortolin). Il primo nome del gruppo fu "Società rocciatori e sciatori gli Scoiattoli". Le attività in cui gli Scoiattoli di Cortina sono impegnati sono molteplici e vanno dalla promozione dell'alpinismo, al soccorso alpino volontario, all'organizzazione di manifestazioni sportive.
I membri del gruppo si riconoscono da uno scoiattolo bianco ricamato sul braccio sinistro di un maglione rosso. Questo logo è indissolubilmente legato a molte imprese alpinistiche tra cui si ricorda la conquista del K2 avvenuta il 31 luglio 1954 da parte di Lino Lacedelli.

## Prime degli Scoiattoli
Le vie aperte dagli Scoiattoli sono centinaia sia nei dintorni di Cortina d'Ampezzo, sia nelle montagne sparse in tutto in mondo, in particolare in Groenlandia, sull'Atlante d'Africa e nelle cime andine o himalayane.
Qui sono elencate le prime ascensioni compiute dagli Scoiattoli di Cortina nel corso degli anni, raccolte dal socio Carlo Gandini e aggiornato agli anni 2012-2013.

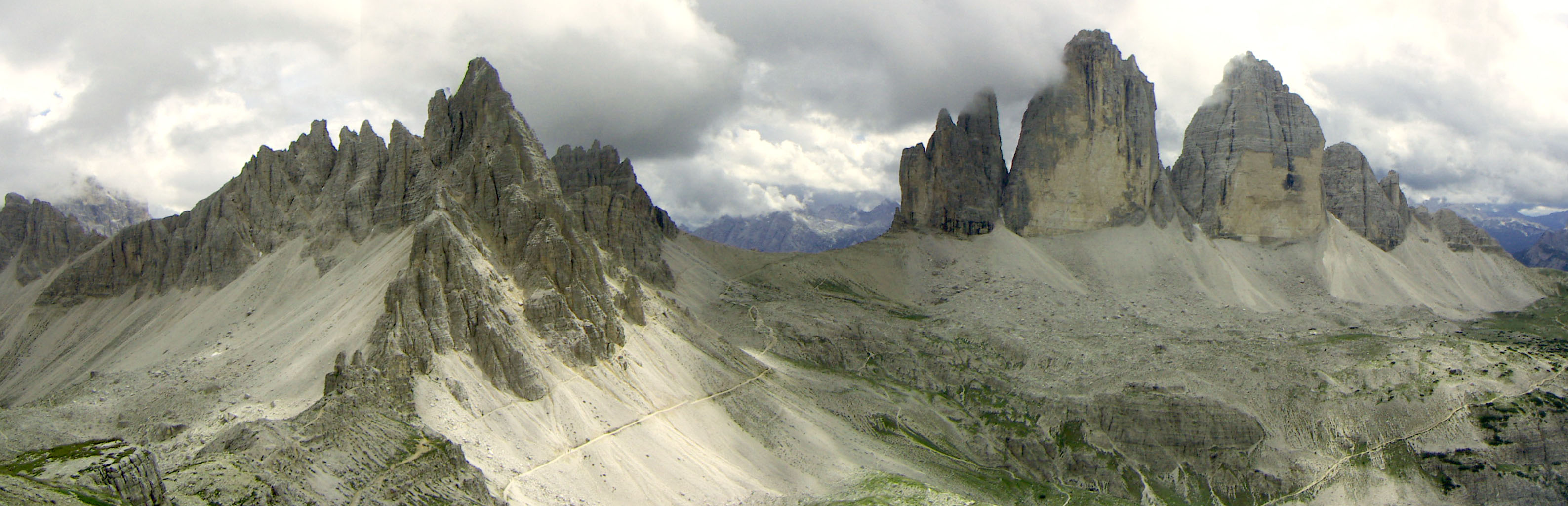
Monte Paterno - Tre Cime di Lavaredo

### Anni '40: le salite classiche e il sesto grado
| Data                 | Montagna                               | Via                                             | Grado di difficoltà | Alpinisti                                                                      |
| -------------------- | -------------------------------------- | ----------------------------------------------- | ------------------- | ------------------------------------------------------------------------------ |
| 18 luglio 1941       | Tofana Terza                           | parete E                                        | II/III              | Luigi Menardi, Camillo Cricco                                                  |
| 10,11 settembre 1941 | Cima grande di Lavaredo                | parete N variante via Comici-Dimai              | VI                  | Carletto Alverà, Ettore Costantini                                             |
| 12 giugno 1942       | Becco di Mezzodì                       | parete NO variante d'attacco al Camino Barbaria | V+                  | Ettore Costantini, Luigi Ghedina                                               |
| 12 giugno 1942       | Becco di Mezzodì                       | parete E via Mariano                            | V                   | Romano Apollonio, Albino Alverà, Luigi Menardi, Domenico Mariano               |
| 29 giugno 1942       | Popena Basso                           | parete E                                        | VI                  | Romano Apollonio, Albino Alverà                                                |
| 29 giugno 1942       | Tofana                                 | Torrione Zesta                                  | VI                  | Ettore Costantini, Luigi Ghedina                                               |
| luglio 1942          | Pale del Balcon, Gusela del Vescovà    | parete N via Tiziano                            | V                   | Romano Apollonio, F. Ravagni                                                   |
| 12 agosto 1942       | Pomagagnon                             | parete S punta Erbing                           | IV                  | Luigi Menardi, Antonio Zanettin                                                |
| 16,17 agosto 1942    | Tofana di Rozes                        | parete S via della Julia                        | V/VI                | Romano Apollonio, Albino Alverà, Ettore Costantini, Luigi Ghedina              |
| 23 agosto 1942       | Pomagagnon, Zestelis                   | parete S                                        | III con pass. di V  | Romano Apollonio, Ettore Costantini                                            |
| 25 agosto 1942       | Gusela del Nuvolau                     | parete S                                        | V/VI                | Luigi Menardi, Lino Zanettin                                                   |
| 4 settembre 1942     | Cima bel Prà                           | parete S                                        | V/VI                | Romano Apollonio, G. Dal Prà                                                   |
| 25 settembre 1942    | Cinque Torri, Torre Grande             | parete S Direttissima Scoiattoli                | VI+                 | Silvio Alverà, Giuseppe Ghedina                                                |
| 4 ottobre 1942       | Cinque Torri, Torre Lusy               | via Renata                                      | V/VI                | Claudio Apollonio, Giuseppe Ghedina                                            |
| 16 maggio 1943       | Col Rosà                               | parete SE Direttissima Scoiattoli               | V/VI                | Ettore Costantini, Luigi Menardi, Luigi Ghedina                                |
| 30 maggio 1943       | Lastoni di Formin                      | parete NO via del Camino                        | V                   | Ettore Costantini, Claudio Apollonio, Leo Angoletta                            |
| 24 giugno 1943       | Gran Zebrù                             | via LXII                                        | IV/V                | Romano Apollonio, Gabellini, Antigna                                           |
| 27 giugno 1943       | Croda da Lago, punta Adi               | parete O                                        | V+                  | Ettore Costantini, Luigi Menardi                                               |
| 30 luglio 1943       | Tofane, Campanile di Ra Valles         | parete S                                        | VI                  | Luigi Menardi, Ugo Pompanin                                                    |
| 21 agosto 1943       | Gruppo del Sella                       | parete ESE via le Punte                         | V con pass. di VI   | Ettore Costantini, Luigi Menardi, Paolo Cdorin                                 |
| 19,20 agosto 1943    | Tête de Valpelline, Punta Giordano     | -                                               | VI+                 | Giuseppe Ghedina, Silvio Alverà, Siro Dandrea                                  |
| 28 agosto 1943       | Monte Vélan, 3° testa di Valsoley      | cresta E                                        | IV                  | Luigi Ghedina, Ettore Castiglioni                                              |
| 7 ottobre 1943       | Tofana, Punta Anna                     | parete E                                        | IV                  | Ettore Costantini, Luigi Ghedina, Ugo Illing, Claudio Apollonio, Luigi Menardi |
| 24 ottobre 1943      | Tofana, Torrione Pomedes               | parete S                                        | V                   | Luigi Ghedina, Luigi Menardi                                                   |
| 31 maggio 1944       | Col Becchei                            | parete S via di Sinistra                        | V                   | Ettore Costantini, Claudio Apollonio                                           |
| 25,26 giugno 1944    | Croda dei Baranci, Croda Bagnata       | -                                               | VI                  | Luigi Menardi, Ugo Illing, Ugo Pompanin                                        |
| 26 giugno 1944       | Pomagagnon, Campanile Dimai            | parete S via Norma                              | V+                  | Romano Apollonio, Albino Alverà                                                |
| 9 luglio 1944        | Cinque Torri, Torre Grande             | parete NO                                       | IV+                 | Lino Lacedelli, Faustino Constantini, Duilio Alberti                           |
| 13,14 luglio 1944    | Tofana, Pilastro della Tofana di Rozes | parete S                                        | V/VI+               | Romano Apollonio, Ettore Costantini                                            |
| 13,14 luglio 1944    | Pomagagnon                             | parete S via Direttissima                       | VI                  | Luigi Ghedina, Armando Apollonio, Luigi Menardi                                |
| 20 agosto 1944       | Pomagagnon, Testa del Bertoldo         | diedro NE via Fouzigora                         | VI+                 | Marino Bianchi, Dino Menardi                                                   |
| 8 settembre 1944     | Croda da Lago                          | parete SE via Centrale                          | -                   | Armando Apollonio, Ettore Costantini                                           |
| 1944                 | Cinque Torri, Torre Romana             | parete NO                                       | IV                  | Cordata non precisata                                                          |
| 1944                 | Cinque Torri                           | variante alta della via Olga                    | V+                  | Cordata non precisata                                                          |
| 27 maggio 1945       | Pomagagnon, Punta della Croce          | parete S                                        | IV con pass. di V   | Ettore Costantini, Siro Dandrea                                                |
| 17 giugno 1945       | Tofana, Torre O del Tridente Cantore   | fessura SO                                      | IV                  | Luigi Ghedina, Bortolo Pompanin                                                |
| 24 giugno 1945       | Tofana di mezzo, Sperone Destro        | parete E                                        | VI                  | Ettore Costantini, Bortolo Pompanin                                            |
| 26 giugno 1945       | Tofana di mezzo, Sperone Centrale      | parete E                                        | VI                  | Luigi Ghedina, Albino Alverà, Ugo Pompanin                                     |
| 29 giugno 1945       | Averau                                 | parete SO                                       | IV+                 | Armando Apollonio, Albino Alverà, Ugo Illing, Ugo Pompanin                     |
| 8 luglio 1945        | Cima Scotoni                           | parete SO                                       | V                   | Armando Apollonio, Bortolo Pompanin                                            |

Panoramica aerea del K2 e altri ottomila

| 16 luglio 1945       | Croda dei Baranci, Punta Folgore       | -                                               | IV con pass. di V   | Ettore Costantini, Timo Giamona                                                |
| 19 agosto 1945       | Croda da Lago, Campanile Federa        | parete O via del Foro                           | V                   | Ettore Costantini, Ivo Pozza, Ugo Illing, Gino Soldà, Bortolo Pompanin         |
| 20 agosto 1945       | Lagazuoi                               | parete O                                        | IV+                 | Luigi Menardi, Luigi Ghedina                                                   |
| 9 settembre 1945     | Col Becchei                            | parete S via Destra                             | III/IV              | Ettore Costantini, Ugo Samaja                                                  |
| 1945                 | Cinque Torri, Torre del Barancio       | parete S via Giovanna                           | VI                  | Ettore Costantini, Luigi Menardi                                               |
| 4 agosto 1946        | Tofana di Rozes                        | primo spigolo S                                 | V                   | Albino Alverà, Ugo Pompanin                                                    |
| 10 agosto 1946       | Pic de Bure                            | -                                               | IV/V                | Ettore Costantini, Carletto Avanzo                                             |
| 11 agosto 1946       | Tofana di Rozes                        | terzo spigolo S                                 | IV                  | Albino Alverà, Ugo Pompanin                                                    |
| 8 settembre 1946     | Lagazuoi                               | parete S                                        | IV+                 | Ettore Costantini, Mario Astaldi, Luigi Ghedina, Ugo Samaja                    |
| 29 settembre 1946    | Tofana di Rozes, Pilastro di Rozes     | -                                               | VI                  | Ettore Costantini, Luigi Ghedina                                               |
| 13 luglio 1947       | Cima Bois                              | spigolo SE                                      | V                   | Silvio Alverà, Luigi Menardi                                                   |
| 28 agosto 1947       | Sassolungo                             | spigolo NO                                      | IV                  | Silvio Alverà, Lino Lacedelli                                                  |
| 14 settembre 1947    | Croda da Lago, Campanile Innerkofler   | variante via Haupt                              | IV                  | Ugo Pompanin, Ugo Illing, Bruno Lacedelli, Lino Lacedelli                      |
| 21 settembre 1947    | Tofana, Castelletto                    | spigolo NO                                      | V                   | Luigi Ghedina, Eugenio Monti, Marino Zardini                                   |
| 21 settembre 1947    | Tofana di Rozes                        | parete SO                                       | V                   | Ugo Pompanin, Ugo Samaja, Bruno Lacedelli, Lino Lacedelli                      |
| 27 giugno 1948       | Pomagagnon, Zestelis                   | parete SO                                       | V                   | Luigi Ghedina, Guido Lorenzi                                                   |
| 20 agosto 1948       | Averau                                 | variante via Astaldi                            | VI                  | Ugo Illing, Luigi Menardi                                                      |
| 3 settembre 1948     | Tofana, Campanile Marino Rosada        | -                                               | V+                  | Luigi Ghedina, Ugo Samaja, Siro Menardi                                        |
| 8 settembre 1948     | Fanis, Torre Buffa                     | -                                               | VI                  | Luigi Ghedina, Ugo Samaja, Siro Menardi                                        |
| 19 settembre 1948    | Lagazuoi, Col Boccia                   | parete NO                                       | IV+                 | Luigi Ghedina, Ugo Samaja                                                      |
| 21 luglio 1949       | Tofana, Castelletto                    | parete O                                        | V                   | Lino Lacedelli, Luigi Ghedina                                                  |
| 31 luglio 1949       | Col dei Bos                            | pilastro E                                      | VI                  | Lino Lacedelli, Luigi Ghedina                                                  |
| 20 agosto 1949       | Sorapis, Monti di Cacciagrande         | parete N via del Pilastro                       | IV                  | Lino Lacedelli, Pierpaolo Lombardi                                             |
| 25 agosto 1949       | Sorapis, Fopa de Mattia                | variante della via Zsigmondy                    | III                 | Lino Lacedelli, Pierpaolo Lombardi, Bruno Rigo                                 |
| 26 agosto 1949       | Sorapis, Monti di Cacciagrande         | parete N via della Forcella                     | V con pass. di VI   | Lino Lacedelli, Pierpaolo Lombardi                                             |
| 18 settembre 1949    | Torre Travenanzes                      | via Gran Diedro                                 | VI                  | Albino Alverà, Luigi Ghedina, Lino Lacedelli                                   |

### Dagli anni '50 ai '70: nuove vie e successi extraeuropei

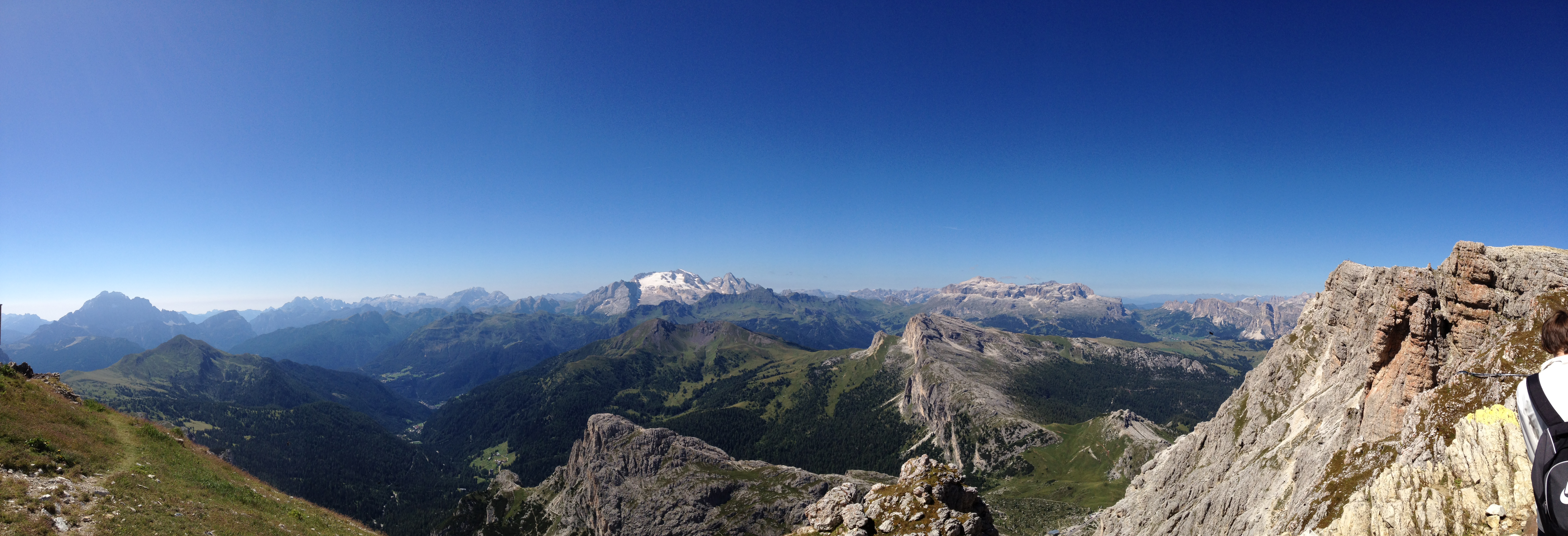
Panoramica delle Dolomiti da Lagazuoi

| Data                 | Montagna                                            | Via                                             | Grado di difficoltà | Alpinisti                                                                                            |
| -------------------- | --------------------------------------------------- | ----------------------------------------------- | ------------------- | --- |
| 6 maggio 1950        | Pomagagnon, Punta Armando                           | parete S                                        | IV/V                | Luigi Ghedina, Angelo Menardi, Albino Michielli, Beniamino Franceschi, Lino Lacedelli, Guido Lorenzi |
| 25 agosto 1950       | Croda da Lago, Cima Bassa da Lago                   | parete O                                        | IV/V                | Guido Lorenzi, Beniamino Franceschi                                                                  |
| 3 settembre 1950     | Nuvolau, Gusela                                     | parete S                                        | V                   | Lino Lacedelli, Osvaldo Constantini                                                                  |
| 15 luglio 1951       | Fanis, Cima Fanis di Mezzo                          | parete SO                                       | V/VI                | Guido Lorenzi, Albino Michielli, Beniamino Franceschi                                                |
| 20 agosto 1951       | Monte Bianco, Pic Adolphe                           | parete E                                        | VI                  | Guido Lorenzi, Henry Rey Jr.                                                                         |
| 25 agosto 1951       | Cadini di Misurina, Cima Cadin NE                   | parete NO                                       | III                 | Lino Lacedelli, Armando Scamparle                                                                    |
| 26 agosto 1951       | Croda da Lago, Campanile Federa                     | parete E                                        | IV/V                | Beniamino Franceschi, Albino Michielli                                                               |
| 27 agosto 1951       | Nuvolau, Torre Luisa                                | -                                               | V                   | Luigi Ghedina, Bruno Alberti, M. De Andrè                                                            |
| 2 settembre 1951     | Monte Averau, Punta N                               | parete O                                        | III/IV              | Luigi Ghedina, Ugo Samaja, Annamaria Dubini                                                          |
| 4 settembre 1951     | Lastoni di Formin, Torrine Marcella                 | parete SO                                       | IV/V                | Luigi Ghedina, Ugo Samaja, Annamaria Dubini                                                          |
| 10,12 giugno 1952    | Cima Scotoni                                        | parete SO                                       | VI/VI+              | Lino Lacedelli, Luigi Ghedina, Guido Lorenzi                                                         |
| 26 agosto 1952       | Piccolo Lagazuoi                                    | parete S                                        | V                   | Luigi Ghedina, Carla Stura                                                                           |
| 28,29 giugno 1953    | Taè                                                 | parete SE                                       | VI+                 | Beniamino Franceschi, Albino Michielli                                                               |
| 26 luglio 1953       | Cernera                                             | parete S                                        | VI                  | Lino Lacedelli, Beniamino Franceschi, Candido Bellodis, Claudio Zardini                              |
| 6 giugno 1954        | Lagazuoi, Torre piccola di Falzarego                | parete S via Direttissima                       | V                   | Luigi Ghedina, Albino Michielli, Arturo Zardini                                                      |
| 28 giugno 1954       | Croda dei Rondoni                                   | Gran Diedro SE                                  | VI                  | Beniamino Franceschi, Claudio Zardini, Luigi Ghedina, Candido Bellodis                               |
| 31 luglio 1954       | K2                                                  | -                                               | -                   | Lino Lacedelli, Achille Compagnoni                                                                   |
| 2 agosto 1954        | Lastoni di Formin                                   | parete SO                                       | IV/V                | Luigi Ghedina, Armando Scamperle                                                                     |
| 29 agosto 1954       | Monte Cristallo, Pilastro Giallo di Cresta Bianca   | -                                               | VI                  | Candido Bellodis, Elio Valleferro                                                                    |
| 14 settembre 1954    | Pelmo, Torrione Apollonio                           | parete SE                                       | VI                  | Guido Lorenzi, Claudio Zardini, Beniamino Franceschi                                                 |
| 1954                 | Spalti di Toro                                      | -                                               | IV                  | Candido Bellodis, Elio Valleferro                                                                    |
| 26 giugno 1955       | Col Becchei                                         | parete SO                                       | V                   | Guido Lorenzi, Arturo Zardini, Albino Michielli                                                      |
| 29 giugno 1955       | Pomagagnon, Torre Scoiattoli                        | parete O                                        | V/V+                | Guido Lorenzi, Arturo Zardini, Albino Michielli                                                      |
| 29 giugno 1955       | Pomagagnon, Campanile Perosego                      | -                                               | IV                  | Candido Bellodis, Beniamino Franceschi, Elio Valleferro                                              |
| 3 luglio 1955        | Cridola, Torre Spinotti                             | parete S variante via Floriani                  | VI                  | Candido Bellodis, Elio Valleferro                                                                    |
| 4 luglio 1955        | Schiara, Cima del Burel                             | parete S                                        | V/VI                | Guido Lorenzi, Albino Michielli                                                                      |
| 7 luglio 1955        | Tofana, Punta Anna                                  | parete E                                        | III                 | Luigi Ghedina, Annamaria Dubini                                                                      |
| 10 luglio 1955       | Col Rosà                                            | parete SE via Savina                            | VI                  | Albino Michielli, Lino Lacedelli, Arturo Zardini                                                     |
| 10 luglio 1955       | Pelmo, Torrione S                                   | parete SE                                       | V/VI                | Beniamino Franceschi, Candido Bellodis                                                               |
| 30 luglio 1955       | Antelao                                             | canale di ghiaccio a destra del Mrnini          | -                   | Luigi Ghedina, Beniamino Franceschi, Armando Scamparle                                               |
| 31 gennaio 1955      | Monte Cristallo, Torrione Padeon                    | parete S via del Col Pistone                    | IV                  | Guido Lorenzi, Candido Bellodis, Elio Valleferro                                                     |
| 15,16 agosto 1955    | Monte Civetta, Torre d'Alleghe, Pilastro Sud        | parete O                                        | VI+ e A3            | Candido Bellodis, Beniamino Franceschi                                                               |
| 4 marzo 1956         | Tofane, Torrione Pomedes                            | parete S                                        | V/VI                | Candido Bellodis, Beniamino Franceschi, Claudio Zardini                                              |
| 3 luglio 1956        | Popena Basso                                        | parete SE                                       | V/V+                | Lino Lacedelli, Guido Lorenzi                                                                        |
| 10 luglio 1956       | Sassolungo, Campanile Wessely                       | parete SO                                       | V                   | Lino Lacedelli, Guido Lorenzi                                                                        |
| 13 luglio 1956       | Latemar                                             | cresta NO                                       | III/IV              | Lino Lacedelli, Pier Paolo Lombardi                                                                  |
| 29 luglio 1956       | Gruppo Sella, Vetta dei Camosci                     | parete N del Mesules                            | VI/VI+              | Candido Bellodis, Claudio Zardini                                                                    |
| 25 agosto 1957       | Cristallino d'Ampezzo                               | spigolo SE                                      | V/VI                | Claudio Zardini, Lorenzo Lorenzi                                                                     |
| 29 giugno 1958       | Sorapis, Dito di Dio                                | spigolo NE                                      | V                   | Claudio Zardini, Lorenzo Lorenzi                                                                     |
| 31 agosto 1958       | Piz Popena                                          | parete S                                        | IV/V                | Luciano Da Pozzo, Gualtiero Ghedina                                                                  |
| 17 giugno 1959       | Croda Rossa d'Ampezzo, Torrione Lorenzi             | spigolo S                                       | V                   | Candido Bellodis, Claudio Zardini                                                                    |
| 5,6 luglio 1959      | Tre Cime di Lavaredo, Cima O di Lavaredo            | parete N via Direttissima Italo-Svizzera        | VI                  | Candido Bellodis, Beniamino Franceschi                                                               |
| 21,22 luglio 1959    | Tre Cime di Lavaredo, Cima O di Lavaredo            | spigolo Scoiattoli                              | VI+                 | Albino Michielli, Lorenzo Lorenzi, Gualtiero Ghedina, Lino Lacedelli                                 |
| 26 giugno 1960       | Punta Fiammes                                       | parete SO                                       | V                   | Albino Michielli, Enrico Mauro, Bruno Menardi                                                        |
| 11,14 luglio 1960    | Tofane, Punta Giovannina                            | parete SO                                       | -                   | Albino Michielli, Claudio Zardini, Lino Lacedelli                                                    |
| 24 luglio 1960       | Tre Cime di Lavaredo, Cima Piccolissima di Lavaredo | parete SE variante via Cassin-Vitali-Pozzi      | VI                  | Candido Bellodis, Albino Michielli, Raffaele Carlesso                                                |
| 31 luglio 1960       | Cinque Torri, Torre Grande                          | spigolo Guido Lorenzi (NE)                      | VI                  | Lorenzo Lorenzi, Orazio Apollonio                                                                    |
| 24 agosto 1960       | Vallandro, Seconda piramide di Valchiara            | parete NE                                       | III/IV              | Albino Alverà, Marino dall'Oglio                                                                     |
| 18 settembre 1960    | Scoglio Serenella (scoglio sul mare a Positano)     | -                                               | VI                  | Albino Michielli, Lorenzo Lorenzi, Gualtiero Ghedina, Beniamino Franceschi, Claudio Zardini          |
| luglio 1961          | Lagazuoi, Punta della Fede                          | parete S                                        | VI                  | Albino Michielli, Arturo Zardini                                                                     |
| luglio 1961          | Tofana, Torrione Angelo Dibona                      | parete S                                        | V/VI                | Albino Michielli, Arturo Zardini                                                                     |
| 22 settembre 1961    | Tofana di Rozes                                     | parete S variante alta via della Julia          | V+                  | Lorenzo Lorenzi, Orazio Apollonio, Lino Lacedelli                                                    |
| 1º ottobre 1961      | Cinque Torri, Torre grande                          | parete SO                                       | VI                  | Claudio Zardini, Luciano Salvadori, Silvio Alverà                                                    |
| giugno 1962          | Monte Paganuccio                                    | -                                               | -                   | Albino Michielli, Lorenzo Lorenzi, Luciano Da Pozzo, Orazio Apollonio                                |
| 7 agosto 1962        | Clocheton Central d'Ovenskvin (Atlante d'Africa)    | -                                               | IV/V                | Claudio Zardini, Marino Tremonti                                                                     |
| 10 luglio 1962       | Tigouline n'Bouhirf (Atlane d'Africa)               | -                                               | V/V+                | Claudio Zardini, Marino Tremonti                                                                     |
| luglio 1962          | Croda da Lago, Becco d'Aial                         | parete N via Strobel                            | VI                  | Albino Michielli, Arturo Zardini                                                                     |
| 15 luglio 1962       | Spalti Monfalconi, Cima Rosina                      | parete SE                                       | V+                  | Lorenzo Lorenzi, Orazio Apollonio, Giuseppe Faggian                                                  |
| 09,10 giugno 1963    | Cima Belprà                                         | parete S via Diretta                            | VI                  | Ivano Dibona, Marcello Bonafede                                                                      |
| 16 giugno 1963       | Monte Taburlo                                       | parete E                                        | VI                  | Ivano Dibona, Marcello Bonafede                                                                      |
| 17,22 giugno 1963    | Tofana di Rozes, Pilastro di Rozes                  | parete S via Paolo VI                           | VI+                 | Lorenzo Lorenzi, Bruno Menardi, Albino Michielli, Carlo Gandini, Arturo Zardini                      |
| 23 giugno 1963       | Antelao, Torre Salvella                             | parete N                                        | V/VI                | Ivano Dibona, Marcello Bonafede                                                                      |
| 05,6 luglio 1963     | Tre Cime di Lavaredo, Cima Piccola di Lavaredo      | parete SO variante bassa via Egger-Sauacheck    | VI+                 | Ivano Dibona, Marcello Bonafede                                                                      |
| 14,15 luglio 1964    | Sasso del Bosconero, Rocchetta Alta di Bosconero    | spigolo Strobel (NO)                            | VI                  | Bruno Menardi, Lorenzo Lorenzi, Luciano Da Pozzo, Giusto Zardini, Sergio Lorenzi                     |
| 7 luglio 1965        | El Canonigo (Ande)                                  | -                                               | -                   | Claudio Zardini, Marino Tremonti, Ferdinand Gaspari, Lorenzo Lorenzi                                 |
| giugno 1965          | Torre Fanis                                         | parete SE                                       | V                   | Lorenzo Lorenzi, Ester Battaglini                                                                    |
| 17 settembre 1965    | Cinque Torri, Torre Romana                          | parete S                                        | VI                  | Ivano Dibona, Renato De Pol, Diego Valleferro                                                        |
| 1º ottobre 1965      | Tofane, Campanile De Zordo                          | parete SE                                       | V/VI                | Armando Menardi, Franz Dallago, Armando Dallago                                                      |
| 25 aprile 1966       | Col Rosà                                            | parete SE                                       | VI                  | Ivano Dibona, Renato De Pol, Luciano Da Pozzo                                                        |
| 15 maggio 1966       | Tofana, Torrione Zesta                              | parete E                                        | VI                  | Armando Menardi, Franz Dallago, Armando Dallago                                                      |
| 15 giugno 1966       | Lastoni di Formin                                   | gran diedro NO                                  | IV/V                | Franz Dallago, Armando Menardi, Armando Dallago                                                      |
| 25,27 giugno 1966    | Monte Taè                                           | parete S                                        | 6°sup               | Ivano Dibona, Diego Valleferro, Luciano Da Pozzo                                                     |
| 26 giugno 1966       | Monte Fanis, Vallon Bianco                          | spigolo S                                       | VI/VI+              | Sergio Lorenzi, Bruno Menardi, Giusti Zardini                                                        |
| 2 luglio 1966        | Telluride Peak (Canada)                             | -                                               | -                   | Lorenzo Lorenzi, Marino Tremonti, Claudio Zardini                                                    |
| 11 luglio 1966       | Ladybirds Peak (Canada)                             | -                                               | -                   | Lorenzo Lorenzi, Marino Tremonti, Claudio Zardini                                                    |
| 11 luglio 1966       | Sparrow Peak (Canada)                               | -                                               | -                   | Lorenzo Lorenzi, Marino Tremonti, Claudio Zardini                                                    |
| 27 agosto 1966       | Tofana, Torre Albino                                | parete E                                        | V/VI                | Franz Dallago, Armando Menardi                                                                       |
| 28 agosto 1966       | Tofana di Rozes                                     | sperone SO variante via Tridentina              | III/IV              | Candido Bellodis, Luciano Salvadori, Lorenzo Lorenzi                                                 |
| 2 settembre 1966     | Cinque Torri, Torre Quarta                          | parete E                                        | IV con pass. di VI  | Franz Dallago, Armando Menardi                                                                       |
| 11 settembre 1966    | Croda da Lago, Cima Nord d'Ambrizola                | parete N variante via Ghelli                    | IV/VI               | Franz Dallago, Armando Menardi                                                                       |
| 10,13 settembre 1966 | Tofana di mezzo, Sperone Destro                     | parete E                                        | VI+                 | Ivano Dibona, Luciano Da Pozzo, Diego Valleferro                                                     |
| 13 ottobre 1966      | Cinque Torri, Torre Grande                          | spigolo SE cima N                               | VI                  | Franz Dallago, Armando Menardi                                                                       |
| 7 luglio 1967        | Pomagagnon, Torre Scoiattoli                        | parete N                                        | V+ con pass. di VI  | Franz Dallago, Armando Dallago                                                                       |
| 21 luglio 1967       | Cinque Torri, Torre Grande                          | spigolo NE cima S via Germana                   | VI+                 | Bruno Menardi, Sergio Lorenzi, Giusto Zardini                                                        |
| 10 agosto 1967       | Becco di Mezzodì                                    | spigolo e camino N via Armando Menardi          | V/V+                | Franz Dallago, Armando Dallago, Raffaele Zardini                                                     |
| 14 agosto 1967       | Monte Averau, Punta N                               | parete NE                                       | IV/V                | Franz Dallago, Armando Dallago                                                                       |
| 3 settembre 1967     | Torre Fanis                                         | parete SE                                       | V/VI                | Franz Dallago, Raffaele Zardini                                                                      |
| 11 maggio 1968       | Pomagagnon, Pala di Perosego                        | spigolo Armando (S)                             | VI                  | Diego Valleferro, Mario Dimai                                                                        |
| 10 giugno 1968       | Parvati Peak (Himalaya)                             | -                                               | -                   | Lorenzo Lorenzi, Claudio Zardini, Marino Tremonti, Ferdinando Gaspari                                |
| 29 giugno 1968       | Monte Averau                                        | parete SE                                       | VI                  | Franz Dallago, Raffaele Zardini                                                                      |
| 29,30 giugno 1968    | Sasso di Toanella                                   | spigolo NO                                      | VI                  | Luciano Da Pozzo, Diego Valleferro, Sergio Lorenzi, Sergio Pompanin                                  |
| 7,8,9 luglio 1968    | Tofana, Punta Giovannina                            | parete SO                                       | -                   | Ivano Dibona, Diego Zandonel                                                                         |
| 28 luglio 1968       | Monte Duranno                                       | parete S via Lino Zanussi                       | VI                  | Luciano Da Pozzo, Bruno Coran, Diego Valleferro                                                      |
| 15 agosto 1968       | Torre Fanis                                         | parete S                                        | V/VI                | Lorenzo Lorenzi, Luciano Salvatori                                                                   |
| 16 agosto 1968       | Tofana di Rozes                                     | parete S                                        | V/VI                | Franz Dallago, Raffaele Zardini                                                                      |
| 25 agosto 1968       | Tofana di Rozes                                     | parete S variante via Pompanin-Samaja-Lacedelli | V                   | Lorenzo Lorenzi, Ester Bianchi Battaglini                                                            |
| 8 settembre 1968     | Croda da Lago, Campanile Federa                     | spigolo E                                       | V+                  | Franz Dallago, Armando Dallago                                                                       |
| 6 settembre 1968     | Tofana, Castelletto                                 | parete SO                                       | VI                  | Lorenzi Lorenzo, Luciano Salvadori                                                                   |
| 10,13 marzo 1969     | Cima Scotoni                                        | parete SO                                       | VI                  | Diego Valleferro, Bruno Menardi, Franz Dallago                                                       |
| 4 settembre 1969     | Settsass, Torre Margherita                          | parete S                                        | IV                  | Sergio Lorenzi, Margherita Maranelli                                                                 |
| 11 settembre 1969    | Piccolo Lagazuoi, Torrione Leopoldo Gaspari         | parete O                                        | IV                  | Sergio Lorenzi, Margherita Maranelli, Diego Valleferro                                               |
| 18 settembre 1969    | Sorapis, La Saetta (crollata negli anni 80)         | versante NO                                     | V/VI                | Franz Dallago, Armando Dallago, Paolo Michielli                                                      |
| 1969                 | Punta Dallago                                       | via della vipera                                | IV                  | Franz Dallago, Giorgio Peretti                                                                       |
| 14 giugno 1970       | Nuvolau, Gusella                                    | parete SO                                       | IV con pass. di V   | Franz Dallago, Armando Dallago, Andrea Menardi, Giovanni Valle, Paolo Michielli, Dino Costantini     |
| 21 giugno 1970       | Croda da Lago                                       | parete SO variante via Dallamano-Donati         | V/V+                | Franz Dallago, Armando Dallago, Andrea Menardi, Giovanni Valle, Paolo Michielli, Dino Costantini     |
| 27 giugno 1970       | Sorapis, Corno Sorelle                              | parete O                                        | IV/V                | Franz Dallago, Andrea Menardi, Armando Dallago, Paolo Michielli                                      |
| 29 settembre 1970    | Tofane, Cima Formenton                              | parete S                                        | V/VI                | Luciano Da Pozzo, Candido Bellodis                                                                   |
| 20 giugno 1971       | Nuvolau, Gusella                                    | pilastro SE                                     | V/VI                | Franz Dallago, Armando Dallago, Paolo Michielli, Andrea Menardi                                      |
| 11 luglio 1971       | Cima Fanis                                          | spigolo S via Leopoldo                          | VI                  | Luciano Da Pozzo, Giusto Zardini, Carlo Gandini                                                      |
| 10 settembre 1971    | Lastoni di Formin                                   | fessura centrale                                | IV/V                | Franz Dallago, Raffaele Zardini                                                                      |
| 13 settembre 1971    | Lastoni di Formin                                   | sperone N                                       | V/V+                | Franz Dallago, Paolo Michielli                                                                       |
| 16 settembre 1971    | Lastoni di Formin                                   | diedro di destra                                | V                   | Franz Dallago, Paolo Michielli                                                                       |
| 8,9 giugno 1972      | Tofana di Rozes, Gran Diedro                        | parete S                                        | V/VI                | Franz Dallago, Armando Dallago, Andrea Menardi                                                       |
| settembre 1972       | Nuvolau, Becco della Muraglia                       | -                                               | IV                  | Franz Dallago, Spiro Cavalà                                                                          |
| 2 dicembre 1972      | Fràile Grande (Ecuador)                             | -                                               | -                   | Lorenzo Lorenzi, Marino Tremonti, Armando Perron                                                     |
| 23 marzo 1973        | Pomagagnon, Costa del Bartolo                       | spigolo E                                       | IV+                 | Franz Dallago, Paolo Michielli                                                                       |
| 27 marzo 1973        | Pomagagnon, Torrione Scoiattoli                     | variante via Michielli-Zardini-Lorenzi          | IV cov pass. di V   | Franz Dallago, Paolo Michielli                                                                       |
| 27 maggio 1973       | Nuvolau, Torre Anna                                 | spigolo O                                       | V                   | Franz Dallago, Guido Salton                                                                          |
| 10 giugno 1973       | Piz Popena                                          | parete S                                        | IV con pass. di V   | Franz Dallago, Guido Salton                                                                          |
| 17 giugno 1973       | Croda da Lago, Cima Marino Bianchi                  | spigolo O                                       | V                   | Franz Dallago, Guido Salton, Armando Dallago, Andrea Menardi                                         |
| 30 giugno 1973       | Becco di Mezzodì                                    | spigolo NE                                      | V con pass. di VI   | Franz Dallago, Guido Salton                                                                          |
| 7 settembre 1973     | Croda da Lago, Cima Cason de Formon                 | diedro e spigolo SO                             | IV con pass. di V   | Franz Dallago, Paolo Michielli                                                                       |
| 2 ottobre 1973       | Pomagagnon, Pala di Perosego                        | parete S                                        | VI                  | Raniero Valleferro, Alberto Dallago                                                                  |
| 18 maggio 1974       | Col dei Bos                                         | spigolo SE via degli Strapiombi                 | VI                  | Armando Dallago, Andrea Menardi                                                                      |
| 25 maggio 1974       | Pomagagnon, Punta Fiammes                           | parete SO variante via Dimai-Verzi              | IV                  | Raniero Valleferro, Alberto Dallago                                                                  |
| 16 giugno 1974       | Croda da Lago, Campanile Dino Buzzati               | parete O                                        | IV                  | Franz Dallago, Gianluigi Demenego, Paolo Hirschstein                                                 |
| luglio 1974          | Lagazuoi                                            | parete SE                                       | V/VI                | Carlo Demanego, Agostino Demenego                                                                    |
| 4 agosto 1974        | Lastoni di Formin                                   | Fessura Rossa                                   | V+ con pass. di VI  | Franz Dallago, Marco Luzzato, Paolo Michielli                                                        |
| 13,15 agosto 1974    | Tofana di mezzo, Sperone Centrale                   | -                                               | VI                  | Raniero Valleferro, Carlo Demenego, Alberto Dallago                                                  |
| 8 settembre 1974     | Croda da Lago, Torrione Grazia                      | -                                               | IV                  | Andrea Menardi, Armando Dallago                                                                      |
| 8 settembre 1974     | Croda da Lago, Torrione Marcella                    | spigolo NO                                      | IV/V                | Andrea Menardi, Armando Dallago                                                                      |
| 14,15 settembre 1974 | Croda Rossa d'Ampezzo                               | parete SE via del 35°degli Scoiattoli           | VI                  | Andrea Menardi, Alberto Dallago, Armando Dallago                                                     |
| ottobre 1974         | Pan di Zucchero (Brasile)                           | -                                               | V                   | Franz Dallago, Giusto Zardini, Luciano Da Pozzo, Lorenzo Lorenzi                                     |
| febbraio 1975        | Col dei Bos                                         | parete SE                                       | VI                  | Alberto Dallago, Raniero Valleferro                                                                  |
| 25 maggio 1975       | Cinque Torri, Torre Grande                          | variante via Diretta                            | VI                  | Modesto Alverà, Paolo Pompanin                                                                       |
| 6 luglio 1975        | Tofana, Torre Albino                                | diedro S                                        | IV                  | Andrea Menardi, Guido Salton                                                                         |
| 13 luglio 1975       | Lastoni di Formin, Cima Cason de Formin             | parete O                                        | IV/V                | Andrea Menardi, Modesto Alverà                                                                       |
| 19 agosto 1975       | Croda da Lago, Campanile Buzzati                    | -                                               | V+                  | Franz Dallago, Fernanda Pierobon, Marco Luzzato                                                      |
| 22 agosto 1975       | Croda da Lago, Ra Ciadenés                          | parete N                                        | III/IV              | Andrea Menardi, Dario Soresina                                                                       |
| 7 settembre 1975     | Lastoni di Formin, Pilastro                         | -                                               | IV/V                | Andrea Menardi, Diego Ghedina, Bruno Pompanin Dimai                                                  |
| 13 settembre 1975    | Tofana, Punta Giovannina                            | parete O                                        | VI+                 | Carlo Demanego, Agostino Demenego                                                                    |
| 26 dicembre 1975     | Tofana, Torrione Zandonella                         | -                                               | V                   | Modesto Alverà, Andrea Menardi                                                                       |
| 6 gennaio 1976       | Pomagagnon, Costa del Bertoldo                      | -                                               | IV/V                | Andrea Menardi, Modesto Alverà                                                                       |
| 4 aprile 1976        | Popena, Croda di Pausa Marza                        | parete SO                                       | IV                  | Raniero Valleferro, Alberto Dallago                                                                  |
| aprile 1976          | Aglmos (Atlante d'Africa)                           | spigolo NO                                      | V                   | Giusto Zardini, Franz Dallago                                                                        |
| 11 maggio 1976       | Pomagagnon, Punta Armando                           | -                                               | IV                  | Raniero Valleferro, Alberto Dallago                                                                  |
| 23 maggio 1976       | Tofana, Castelletto                                 | parete O                                        | VI                  | Modesto Alverà, Paolo Pompanin, Diego Ghedina                                                        |
| 1º agosto 1976       | Tofana, Ra Valles                                   | parete E                                        | IV                  | Andrea Menardi, Carlo Michielli                                                                      |
| 16 agosto 1976       | Averau                                              | spigolo N                                       | III/IV              | Franz Dallago, Marco Luzzato, Giusto Zardini, Dionigio Rossi                                         |
| 19 agosto 1976       | Tofane, Castelletto                                 | parete O                                        | V/VI                | Modesto Alverà, Diego Ghedina                                                                        |
| 2 ottobre 1976       | Piz Popena, diedro di sinistra                      | parete S                                        | III/IV              | Franz Dallago                                                                                        |
| 7 ottobre 1976       | Croda da Lago, Punta Adi                            | camino e spigolo N                              | II/III              | Franz Dallago                                                                                        |
| 7 ottobre 1976       | Lastoni di Formin, Torrione Marcella                | spigolo O                                       | III                 | Franz Dallago                                                                                        |
| 22 ottobre 1976      | Lagazuoi, Punta della Fede                          | parete S                                        | III/IV              | Franz Dallago, Giusto Zardini, Giuseppe Gomirato                                                     |
| 15 ottobre 1976      | Lastoni di Formin, Cima Cason de Formin             | parete O                                        | IV/V                | Franz Dallago, Guido Salton                                                                          |
| 4 maggio 1977        | Jebel Aiuoi (Atlante d'Africa)                      | parete N                                        | V/V+                | Franz Dallago, Modesto Alverà                                                                        |
| 4 maggio 1977        | Jebel Aiuoi (Atlante d'Africa)                      | parete N                                        | IV/V                | Andrea Menardi, Alziro Molin                                                                         |
| 5 maggio 1977        | Jebel Aiuoi (Atlante d'Africa)                      | fessura sinistra                                | V/V+                | Franz Dallago, Modesto Alverà                                                                        |
| 5 maggio 1977        | Jebel Aiuoi (Atlante d'Africa)                      | pilastro sinistro                               | V/V+                | Andrea Menardi, Alziro Molin                                                                         |
| 11 giugno 1977       | Gusela del Nuvolau                                  | pilastro E via Gigi Demenego                    | VI                  | Franz Dallago, Modesto Alverà                                                                        |
| 3,4 giugno 1977      | Tofana di Rozes                                     | parete S                                        | IV/V+               | Andrea Menardi, Carlo Michielli                                                                      |
| 30 ottobre 1977      | Lastoni di Formin                                   | parete O del pilastro sinistro                  | V con pass. di VI   | Carlo Michielli, Modesto Alverà, Paolo Pompanin                                                      |
| 24,25 dicembre 1977  | Lastoni di Formin                                   | parete S                                        | V/VI                | Paolo Pompanin, Modesto Alverà, Carlo Menardi                                                        |
| giugno 1978          | Coston d'Averau, Torre Giulia                       | -                                               | III/V               | Franz Dallago, Marina Villani                                                                        |
| giugno 1978          | Coston d'Averau                                     | -                                               | III/V               | Franz Dallago, Marina Villani                                                                        |
| luglio 1978          | Cima Irmegard (Groenlandia)                         | -                                               | -                   | Franz Dallago, Giusta Zardini, Giuseppe Gomirato                                                     |
| luglio 1978          | Torre Giovanna (Groenlandia)                        | -                                               | -                   | Franz Dallago, Giusta Zardini, Giuseppe Gomirato                                                     |
| luglio 1978          | Cima Marina (Groenlandia)                           | -                                               | -                   | Franz Dallago, Giusta Zardini, Giuseppe Gomirato                                                     |
| luglio 1978          | Cima Giuseppe Gomirato (Groenlandia)                | -                                               | -                   | Franz Dallago, Giusta Zardini, Giuseppe Gomirato                                                     |
| agosto 1978          | Coston d'Averau                                     | -                                               | III                 | Franz Dallago                                                                                        |
| 23 settembre 1978    | Nuvolau                                             | parete SO                                       | III/IV              | Modesto Alverà, Bepi Buleghin                                                                        |
| 1978                 | Torre Wundt                                         | spigolo SO                                      | V                   | Diego Valleferro e compagni                                                                          |
| 8 luglio 1979        | Anticima Sante Pasetto (Groenlandia)                | versante N                                      | III                 | Modesto Alverà, Orazio Apollonio, Armando Dallago, Diego Ghedina, Bruno Pompanin Dimai               |
| 10 luglio 1979       | Cima Raniero Valleferro (Groenlandia)               | -                                               | -                   | Modesto Alverà, Orazio Apollonio, Armando Dallago, Diego Ghedina, Bruno Pompanin Dimai               |
| 10 luglio 1979       | Cima Carlo Demenego (Groenlandia)                   | -                                               | -                   | Modesto Alverà, Orazio Apollonio, Armando Dallago, Diego Ghedina, Bruno Pompanin Dimai               |
| 10 luglio 1979       | Cima Sante Paseto (Groenlandia)                     | -                                               | -                   | Modesto Alverà, Orazio Apollonio, Armando Dallago, Diego Ghedina, Bruno Pompanin Dimai               |
| 12 luglio 1979       | Cima Scoiattoli (Groenlandia)                       | -                                               | -                   | Modesto Alverà, Orazio Apollonio, Armando Dallago, Diego Ghedina, Bruno Pompanin Dimai               |

### Dopo gli anni '70: sviluppo e affermazione dell'arrampicata libera
| Data                 | Montagna                                      | Via                                            | Grado di difficoltà                                                           | Alpinisti                                                                                    |
| -------------------- | --------------------------------------------- | ---------------------------------------------- | ----------------------------------------------------------------------------- | -------------------------------------------------------------------------------------------- |
| 11 maggio 1980       | Col dei Boss                                  | parete S                                       | V                                                                             | Modesto Alverà, Bruno Pompanin Dimai, Franco Alverà, Marco Ghedina                           |
| 1980                 | Kayesh (Perù)                                 | -                                              | -                                                                             | Rolando Menardi, Mario Lacedelli, Alessandro Manaigo, Carlo Menardi, Luciano Zardini         |
| 1980                 | Genn Finnam, Cima G. Gomirato (Nuova Zelanda) | -                                              | -                                                                             | Lorenzo Lorenzi, Franz Dallago, Giusto Zardini, Orazio Apollonio, Giuseppe Gomirato          |
| agosto 1980          | Col dei Bos                                   | parete E                                       | V/VI                                                                          | Carlo Michielli, Mario Dibona                                                                |
| agosto 1980          | Lastoni di Formin                             | 1° spigolo della solitudine                    | V                                                                             | Franz Dallago, Enrico Apollonio                                                              |
| agosto 1980          | Lastoni di Formin                             | 2° spigolo della solitudine                    | V                                                                             | Franz Dallago, Enrico Apollonio                                                              |
| agosto 1980          | Lastoni di Formin                             | 3° spigolo della solitudine                    | V                                                                             | Franz Dallago, Enrico Apollonio                                                              |
| agosto 1980          | Lastoni di Formin                             | 4° spigolo della solitudine                    | V                                                                             | Franz Dallago, Enrico Apollonio                                                              |
| 30 giugno 1981       | Gusela del Nuvolau                            | pilastro E via Bruno Verzi                     | V/VI                                                                          | Franco Gaspari, Paolo Alberti                                                                |
| 6 febbraio 1982      | Tofana Terza                                  | versante NO                                    | IV                                                                            | Carlo Michielli, Paolo Pompanin, Luciano Zardini                                             |
| 4 agosto 1982        | Pilastro Rozes                                | Via Costantini Apollonio                       | Prima salita in solitaria senza corda - autosicura con spezzone sui due tetti | Enrico Maioni                                                                                |
| 4 giugno 1983        | Tofana di Rozes                               | versante S via Goodbye Friend                  | V                                                                             | Paolo Pompanin, Ferruccio Svaluto                                                            |
| 6 agosto 1983        | Cinque Torri, Torre Grande                    | parete NO via Sir Biss                         | V/VI                                                                          | Franco Gaspari, Enrico Lacedelli                                                             |
| 10,11 settembre 1983 | Tofana Terza                                  | cresta N via Mariano Scolari                   | da III a VI                                                                   | Franz Dallago, Achille Scolari                                                               |
| 3 giugno 1984        | Monte Averau, Coston d'Averau                 | -                                              | IV+                                                                           | Paolo Bellodis, Stefano Dibona, Guido Salton                                                 |
| 8 giugno 1984        | Monte Averau, Coston d'Averau                 | -                                              | IV/V                                                                          | Paolo Bellodis, Stefano Dibona, Guido Salton                                                 |
| 22,23 giugno 1984    | Cima Belluno, (Groenlandia)                   | -                                              | -                                                                             | Mauro Corona, Antonio Colli, Luciano Zardini, Cristina Smiderle                              |
| 22,23 giugno 1984    | Cima Cristina, (Groenlandia)                  | -                                              | -                                                                             | Mauro Corona, Antonio Colli, Luciano Zardini, Cristina Smiderle                              |
| 22,23 giugno 1984    | Cima Erto, (Groenlandia)                      | -                                              | -                                                                             | Mauro Corona, Antonio Colli, Luciano Zardini, Cristina Smiderle                              |
| 23 giugno 1984       | Cima Valcellina, (Groenlandia)                | -                                              | -                                                                             | Mauro Corona, Antonio Colli                                                                  |
| 25 giugno 1984       | Cima Angmagssalik, (Groenlandia)              | -                                              | -                                                                             | Mauro Corona, Antonio Colli, Luciano Zardini                                                 |
| 29 giugno 1984       | Cima International Expedition, (Groenlandia)  | -                                              | -                                                                             | Mauro Corona, Antonio Colli, Luciano Zardini, Maurizio Dall'Olmo                             |
| luglio 1984          | Col Bechei, Spalti                            | parete S via Sandro Zardini                    | VII                                                                           | Stefano Dibona, Giorgio Peretti, Guido Salton                                                |
| luglio 1984          | Col Bechei, Spalti                            | parete S via Los Angeles '84                   | VI/VI+                                                                        | Paolo Bellodis, Mario Dibona                                                                 |
| luglio 1984          | Monte Tae                                     | parete S via Giancarlo Milan                   | VII                                                                           | Stefano Dibona, Guido Salton, Adolfo Ciampitti, Paolo Baroldi                                |
| luglio 1984          | Sass de Stria                                 | parete O                                       | V/VI                                                                          | Paolo Alberti, Antonio Colli                                                                 |
| luglio 1984          | Sass dla Crusc, Piz di' Zubr                  | parete O                                       | VI+                                                                           | Stefano Dibona, Giorgio Peretti, Guido Salton, Bruno Pompanin Dimai                          |
| giugno 1985          | Monte Anyemaqen, (Cina)                       | versante E                                     | -                                                                             | Rolando Menardi, Arturo Bergamaschi                                                          |
| 28 luglio 1985       | Pomagagnon, Gusela del Padeon                 | parete SO via Gipsy                            | VI                                                                            | Paolo Belodis, Massimo da Pozzo                                                              |
| 7 agosto 1985        | Cinque Torri, Torre Grande                    | parete E via delle Raponzole                   | VI+                                                                           | Franco Gaspari, Mauro Bianchi                                                                |
| 16 settembre 1985    | Col Bechei, Spalti                            | parete S via Thriller                          | VII+                                                                          | Mario Dibona, Massimo Da Pozzo                                                               |
| 7 agosto 1985        | Col Bechei, Spalti                            | parete S via Illusione Ottica                  | VII+/VIII                                                                     | Mario Dibona, Massimo Da Pozzo                                                               |
| 20 luglio 1988       | Sorapis, Croda Marcora                        | parete SO via Il dono dell'Aquila              | VII+                                                                          | Luigi Majoni, Mauro Olivotto, Alberto Bonafede                                               |
| 5 agosto 1988        | Monte Taè                                     | parete S via Parlamento Italiano               | VIII                                                                          | Alfredo Bertinelli, Massimo Da Pozzo                                                         |
| agosto 1988          | Monte Taè                                     | parete S via Seul 88                           | V/VI+                                                                         | Luigi Majoni, Andrea Balbo                                                                   |
| 25 settembre 1988    | Punta Fiammes                                 | parete S via Rodela                            | V/VI                                                                          | Franco Gaspari, Enrico Lacedelli, Andrea Menardi, Federico Michielli                         |
| agosto 1989          | Monte Cavallo, Torre Wilkler                  | -                                              | 7°a+                                                                          | Massimo Da Pozzo, Alfredo Bertinelli                                                         |
| 13 agosto 1989       | Tofana di mezzo                               | parete E via 50° degli scoiattoli              | 7°                                                                            | Federico Michielli, Massimo Da Pozzo                                                         |
| agosto 1990          | Tofana di mezzo                               | via Falcone Borsellino                         | 7°b                                                                           | Alfredo Bertinelli, Massimo Da Pozzo                                                         |
| 22 settembre 1990    | Croda da Lago, Cima Cason de Formin           | parete NO via Leber Kenedi                     | V                                                                             | Federico Michielli, Michele Da Pozzo                                                         |
| 22 settembre 1990    | Croda da Lago, Cima Cason de Formin           | parete S via Kenedi da Magro                   | V/VI                                                                          | Luigi Majoni, Giacomo Zardini                                                                |
| 16 luglio 1991       | Sorapis, Croda del Fogo                       | parete O via Stella Stellina                   | V/VI                                                                          | Giovanni Cenacchi, Pietro del Prà, Nadia Dimai                                               |
| agosto 1991          | Piccolo Lagazuoi                              | -                                              | 7°b                                                                           | Alfredo Bertinelli, Massimo Da Pozzo                                                         |
| 20 agosto 1992       | Croda da Lago, Cima Cason de Formin           | parete O                                       | V                                                                             | Andrea Menardi, Michele Da Pozzo                                                             |
| agosto 1992          | Monte Taè                                     | via Barcellona 92                              | 8°a                                                                           | Stefano Dibona, Massimo Da Pozzo                                                             |
| luglio 1994          | Col Bechei, Spalti                            | via Balbic                                     | 7°b+                                                                          | Luigi Magoni, Marco Alberti                                                                  |
| 19,24 settembre 1994 | Gusela del Nuvolau                            | parete S via Pia                               | V/VI                                                                          | Paolo Bellodis, Francesco Del Franco, Stefano Piccogliori                                    |
| ottobre 1994         | Loubuche Peack (Nepal)                        | via Diretta Scoiattoli                         | VI+                                                                           | Marco Da Pozzo, Massimo Da Pozzo, Mario Dibona, Franco Bellodis, Enrico Bellodis, Luca Dapoz |
| maggio 1995          | Piccolo Daìn                                  | -                                              | 7 °C+                                                                         | Alfredo Bertinelli, Massimo Da Pozzo                                                         |
| agosto 1995          | Croda da Lago, Guglia Raffaella               | parete O                                       | III/IV                                                                        | Franz Dallago, Sergio Pacinotti                                                              |
| agosto 1995          | Croda da Lago, Guglia Raffaella               | parete E                                       | II/IV                                                                         | Franz Dallago, Sergio Pacinotti                                                              |
| agosto 1995          | Gusela del Nuvolau                            | parete E                                       | IV                                                                            | Franz Dallago, Sergio Pacinotti                                                              |
| agosto 1995          | Monte Fanes, Torre Intrà i Sasc               | parete O via di Sinistra                       | IV                                                                            | Franz Dallago, Sergio Pacinotti                                                              |
| 31 luglio 1996       | Tofane, Primo torrione Pomedes                | parete S                                       | IV                                                                            | Franz Dallago, Sergio Pacinotti                                                              |
| 27 luglio 1996       | Becco di Mezzodì, Torre Elisabetta            | -                                              | IV/V                                                                          | Franz Dallago, Sergio Pacinotti                                                              |
| 27 luglio 1996       | Becco di Mezzodì, Torre Paola                 | -                                              | IV/V                                                                          | Franz Dallago, Sergio Pacinotti                                                              |
| luglio 1996          | Gusela del Nuvolau                            | via C'est plus facile                          | X-                                                                            | Massimo Da Pozzo, Bruno Sartorelli                                                           |
| 1º agosto 1996       | Monte Lagazuoi                                | parete N via la Spada di Damocle               | VIII-                                                                         | Mario Dibona, Marco Da Pozzo, Paolo Bellodis                                                 |
| 11,14,17 agosto 1996 | Tofane, Punta Giovanna                        | parete O via Super Toio                        | VIII+                                                                         | Davide Alberti, Paolo Tassi                                                                  |
| luglio 1997          | Tofana di Rozes                               | via Lux                                        | -                                                                             | Marco Da Pozzo, Pietro Dal Prà, Paolo Tassi                                                  |
| 3 agosto 1997        | Monte Taè                                     | parete N via Ricordando Alvaro                 | IV/V                                                                          | Franz Dallago, Sergio Pacinotti                                                              |
| 27 settembre 1997    | Tofana di Rozes                               | sperone SO                                     | VI                                                                            | Paolo Bellodis, Stefano Piccoliori                                                           |
| settembre 1997       | Cima Scottoni                                 | via Luciano Da Pozzo                           | IX+                                                                           | Massimo Da Pozzo, Bruno Sartorelli                                                           |
| giugno 1998          | Tofane, Torrione Zesta                        | via di Bella                                   | -                                                                             | Mario Dibona                                                                                 |
| giugno 1998          | Gusella del Nuvolau                           | via Varuk                                      | IX+                                                                           | Massimo Da Pozzo, Luciano Da Pozzo, Tiziano Cipriano, Roberta Alberti                        |
| 10 giugno 1998       | Gusella del Nuvolau                           | via Fatta e Rifatta                            | IX-                                                                           | Massimo Da Pozzo, Tiziano Cipriano                                                           |
| agosto 1998          | Tofane, Primo Torrione Pomedes                | parete S                                       | IV                                                                            | Franz Dallago, Sergio Pacinotti                                                              |
| agosto 1998          | Tofane, Primo Torrione Pomedes                | parete S                                       | III/IV                                                                        | Franz Dallago, Sergio Pacinotti                                                              |
| agosto 1998          | Cima Marquoira                                | parete SO                                      | III/IV                                                                        | Franz Dallago, Sergio Pacinotti                                                              |
| 4 settembre 1998     | Tofana di Rozes                               | via Compagni di Merenda                        | IX-                                                                           | Massimo Da Pozzo, Tiziano Cipriano                                                           |
| luglio 1999          | Tofana di Rozes                               | via Da pazzo vecchio pazzo                     | IX                                                                            | Massimo Da Pozzo, Tiziano Cipriano                                                           |
| settembre 1999       | Tofana di Rozes                               | via Good bye 1999                              | IX-                                                                           | Massimo Da Pozzo, Bruno Sartorelli                                                           |
| giugno 2001          | Tofana di Rozes                               | via La danza del tapiro                        | VIII+                                                                         | Massimo Da Pozzo, Stefano Dimai                                                              |
| 2002                 | Tofana di Rozes                               | via I gladiatori                               | IX-                                                                           | Massimo Da Pozzo, Tiziano Cipriano                                                           |
| giugno 2002          | Lastoni di Formin, Torrione Marcella          | via Nikibi                                     | VII                                                                           | Mario Dibona, Gretchen Alexander                                                             |
| luglio 2002          | Lastoni di Formin                             | pilastro di sx, via Spiderman                  | IX                                                                            | Massimo Da Pozzo, Danilo Serafini                                                            |
| agosto 2002          | Lastoni di Formin                             | pilastro di sx, via Excusez moi… la và de qua? | IX-                                                                           | Massimo Da Pozzo, Bruno Sartorelli                                                           |
| agosto 2002          | Tofana di mezzo                               | parete est, via La storia finita               | VIII                                                                          | Massimo Da Pozzo, Marco Alberti, Stefano Piccoliori                                          |
| ottobre 2002         | Lastoni di Formin, Torrione Marcella          | via Paolo Amedeo                               | V+                                                                            | Mario Dibona, Armando Nascé                                                                  |
| 2002-2003            | Tofane, Pilastro della Tofana di Mezzo        | via Benjamin                                   | 7 °C                                                                          | Davide Gaspari, Luigi Majoni                                                                 |
| 2003                 | Fanis, Lagazuoi Nord                          | via dei Larici                                 | VIII+                                                                         | Luigi Majoni, Ruggero Zardini                                                                |
| luglio 2004          | Tofane, Primo Spigolo                         | via Aspettando la vetta                        | VII+                                                                          | Massimo da Pozzo, Gianmario Meneghin                                                         |
| luglio 2005          | Pomagagnon, Campanile Dimai                   | via Da Pozzo - Ghedina                         | VI/VII+                                                                       | Paolo da Pozzo, Giuseppe Ghedina                                                             |
| settembre 2005       | Tofana di Rozes, Pilastro                     | via Sognando Aurora                            | VIII/IX-                                                                      | Massimo da Pozzo, Marcello Menardi                                                           |
| luglio 2006          | Tofane, Primo Spigolo                         | via Il vecchio leone e la giovane fifona       | VII/VIII                                                                      | Massimo da Pozzo, Gianmario Meneghin                                                         |
| agosto 2006          | Croda da Lago, Torre Dusso                    | via Calispera                                  | X-                                                                            | Massimo da Pozzo, Tiziano Cipriani, Nadia Dimai                                              |
| 2007                 | Tofana di mezzo, Torrione Zesta               | via Parole e pensieri                          | VI+                                                                           | Mario Dibona, Gretchen Alexander, Armando Nascè                                              |
| maggio 2007          | Col dei Bos, parete sud-est                   | via Francesca                                  | VII/VII+                                                                      | Paolo da Pozzo, Giuseppe Ghedina (alpinista 1984)                                            |
| estate 2008          | Lastoni di Formin, Pilastro di sinistra       | via Zoe                                        | IX-                                                                           | Massimo da Pozzo, Bruno Sartorelli, Ivan Romanin, Danilo Serafini                            |
| 29 luglio 2009       | Becco di Mezzodì                              | via Nicola Molin                               | VIII-                                                                         | Carlo Alverà, Federico Svaluto                                                               |
| settembre 2009       | Monte Oujdad, (Atlante d'Africa)              | via Luigi Ghedina Bibi                         | VIII+                                                                         | Massimo Da Pozzo, Luigi Majoni, Federico Michielli, Bruno Sartorelli                         |
| 10 agosto 2011       | Croda da Lago, Campanile Innerkofler          | via Rajeta                                     | VI+                                                                           | Carlo Alverà, Edoardo Valleferro                                                             |
| estate 2011          | Tofana di Rozes, Pilastro                     | via Spigolo Sam                                | VII+                                                                          | Massimo Da Pozzo, Natasha Alexander, Samuele Majoni                                          |
| luglio 2012          | Cason de Formin                               | via Buon compleanno Nat                        | 6c+                                                                           | Massimo Da Pozzo, Marco Alberti, Danilo Serafini                                             |
| settembre 2012       | Cason de Formin                               | via la Beffa                                   | 7a+/7b                                                                        | Massimo Da Pozzo, Pier Francesco Smaltini                                                    |
| ottobre 2013         | Lastoi de Formin                              | Evergreen                                      | 7b                                                                            | Bruno Sartorelli, Danilo Serafini                                                            |

## Gli Scoiattoli
Oggi il gruppo conta più di 80 componenti, accomunati dalla passione per l’arrampicata, più della metà dei quali sono attualmente attivi.